# Polyus Gold
Polyus Gold (По́люс Зо́лото, Polyus Zoloto, em russo) é uma empresa de mineração e metalurgia da Rússia. Atualmente é a maior produtora de ouro do país.
É uma empresa de mineração de ouro com sede na Rússia. A empresa foi fundada como resultado da separação da Norilsk Nickel em 17 de março de 2006. A sede da empresa está localizada em Moscou.